# Liste der Baudenkmäler in Himmelstadt
Auf dieser Seite sind die Baudenkmäler in der unterfränkischen Gemeinde Himmelstadt zusammengestellt. Diese Tabelle ist eine Teilliste der Liste der Baudenkmäler in Bayern. Grundlage ist die Bayerische Denkmalliste, die auf Basis des Bayerischen Denkmalschutzgesetzes vom 1. Oktober 1973 erstmals erstellt wurde und seither durch das Bayerische Landesamt für Denkmalpflege geführt wird. Die folgenden Angaben ersetzen nicht die rechtsverbindliche Auskunft der Denkmalschutzbehörde.
 Diese Liste gibt den Fortschreibungsstand vom 16. April 2020 wieder und enthält 24 Baudenkmäler.

## Baudenkmäler
| Lage                        | Objekt                                                                          | Beschreibung | Akten-Nr.                        | Bild                          |
| --------------------------- | ------------------------------------------------------------------------------- | --- | -------------------------------- | ----------------------------- |
| Am Burkardstuhl (Standort)  | Bildstock                                                                       | reliefiertes Postament mit ‚Arma Christi‘ und Säule mit Reliefaufsatz ‚Kreuzigungsgruppe‘, ‚Madonna‘, ‚Vier Evangelisten‘, Sandstein, Spätrenaissance, bezeichnet 1626                                                                                                   | D-6-77-142-20 Wikidata           | Bildstock                     |
| Birkrain (Standort)         | Bildstock                                                                       | mit rundbogigem Tabernakelaufsatz und Kreuzbekrönung sowie Relief ‚Kruzifix‘, Sandstein, bez. 1731, erneuert | D-6-77-203-67                    | BW                            |
| Brückenstraße 16 (Standort) | Wegkreuz                                                                        | Inschriftsockel mit Corpus und schmerzensreicher Muttergottes, Sandstein, Neorenaissance, 1910 | D-6-77-142-22 Wikidata           | Wegkreuz                      |
| Denkmalstraße 14 (Standort) | Heiligenfigur                                                                   | ‚hl. Sebastian‘, farbig gefasstes Holz, 18. Jahrhundert | D-6-77-142-12 Wikidata           | Heiligenfigur                 |
| Friedhofsweg 1 (Standort)   | Wohnhaus                                                                        | zweiflügeliger zweigeschossiger Satteldachbau über hohem Kellersockel mit vorkragendem Fachwerkobergeschoss, ursprl. zwei Häuser, 17./18. Jahrhundert | D-6-77-142-7 Wikidata            | Wohnhaus                      |
| Hanfgarten (Standort)       | Heiligenfigur                                                                   | geschweifter Inschriftsockel mit Figur der Immaculata, Sandstein, Rokoko, wohl 1790, Sockel erneuert | D-6-77-142-25 Wikidata           | BW                            |
| Hauptstraße 1 (Standort)    | Mühle                                                                           | freistehender eingeschossiger Satteldachbau über Sockelgeschoss, Putzmauerwerk mit Sandsteinrahmungen und Fachwerkgiebel, 17./18. Jahrhundert, Erdgeschoss 2. Hälfte 19. Jahrhundert                                                                                     | D-6-77-142-2 Wikidata            | BW                            |
| Hauptstraße 45 (Standort)   | Wohnstallhaus                                                                   | giebelständiger zweigeschossiger Satteldachbau mit Stall im gestelzten Erdgeschoss, Putzmauerwerk mit Sandsteinrahmungen und verputztem Obergeschoss, 2. Hälfte 18. Jahrhundert, Obergeschoss im 19. Jahrhundert teilweise massiv erneuert                               | D-6-77-142-1 Wikidata            | Wohnstallhaus                 |
| Hauptstraße 46 (Standort)   | Ehemals Zehnthof                                                                | giebelständiger zweigeschossiger Satteldachbau mit vorkragendem verputztem Fachwerkobergeschoss und -giebel, 17. Jahrhundert, Erdgeschoss verändert | D-6-77-142-11 Wikidata           | Ehemals Zehnthof              |
| Hauptstraße 49 (Standort)   | Bauernhof, Bauernhaus                                                           | Giebelständiger zweigeschossiger Satteldachbau über Kellersockel mit verputztem Fachwerkobergeschoss, 1. Hälfte 19. Jahrhundert | D-6-77-142-26 Wikidata           | Bauernhof, Bauernhaus         |
| Hauptstraße 49 (Standort)   | Bauernhof, Hoftor                                                               | Einfahrt mit überdachtem hölzernem Sturz und gemauerte Pforte mit kreuzbekröntem Giebelaufsatz und Heiligenfigur in Nische, bez. 1842, zugehörige Türflügel | D-6-77-142-26 Wikidata           | Bauernhof, Hoftor             |
| Hauptstraße 50 (Standort)   | Bauernhof, Bauernhaus, Hoftor                                                   | Eingeschossiges Giebelhaus über hohem Sockel mit Satteldach und zweigeschossigem Traufanbau mit Frackdach, im Kern 18./19. Jahrhundert, moderne Verkleidung des Fachwerks Holzstützenkonstruktion mit überdachtem Sturz und alten Torflügeln, 19. Jahrhundert, verändert | D-6-77-142-10 Wikidata           | Bauernhof, Bauernhaus, Hoftor |
| Hauptstraße 53 (Standort)   | Bauernhof, Bauernhaus                                                           | Giebelständiger zweigeschossiger Satteldachbau mit verputztem Zierfachwerkobergeschoss, Anfang 18. Jahrhundert Einfahrt mit überdachtem Sturzbalken und massive Fußgängerpforte, Sandstein, bezeichnet 1801                                                              | D-6-77-142-3 Wikidata            | Bauernhof, Bauernhaus         |
| Hauptstraße 59 (Standort)   | Bauernhaus                                                                      | giebelständiger zweigeschossiger Satteldachbau über hohem Kellersockel mit Fachwerkobergeschoss und Zierfachwerkgiebel, 17./18. Jahrhundert, Erdgeschoss im 19. Jahrhundert teilweise massiv erneuert                                                                    | D-6-77-142-4 Wikidata            | Bauernhaus                    |
| Hauptstraße 61 (Standort)   | Wohnhaus                                                                        | giebelständiger zweigeschossiger Satteldachbau mit vorkragendem verputztem Fachwerkobergeschoss, massives verputztes Erdgeschoss mit profilierten Sandsteinrahmungen, Renaissance, bezeichnet 1540 oder 1570                                                             | D-6-77-142-5 Wikidata            | Wohnhaus                      |
| Hauptstraße 62 (Standort)   | Hausmadonna                                                                     | gefasstes Holz, barock, 18. Jahrhundert | D-6-77-142-9 Wikidata            | Hausmadonna                   |
| Hauptstraße 77 (Standort)   | Wohnstallhaus                                                                   | traufständiger zweigeschossiger Mansard-Halbwalmdachbau, Erdgeschoss mit Stallnutzung und geschnitzter Torrahmung sowie zugehörigen Torflügeln, um 1800 | D-6-77-142-8 Wikidata            | Wohnstallhaus                 |
| Hofstraße 9 (Standort)      | Bauernhof, Bauernhaus                                                           | Zweigeschossiger Halbwalmdachbau, Putzmauerwerk mit Sandsteinrahmungen, 18./19. Jahrhundert | D-6-77-142-17 Wikidata           | Bauernhof, Bauernhaus         |
| Hofstraße 9 (Standort)      | Bauernhof, Brunnen                                                              | Laufbrunnen mit Wasserspeier in Delphinform am Nebengebäude, Metall, 19. Jahrhundert, Becken modern | D-6-77-142-17 Wikidata           | Bauernhof, Brunnen            |
| Hofstraße 10 (Standort)     | Ehemaliger Gutshof des Klosters Himmelspforten, Verwaltungsbau, später Bäckerei | Zweigeschossiger Satteldachbau mit Abwalmung zum anschließenden Scheunenflügel, Putzmauerwerk mit profilierten Sandsteinrahmungen, im Kern um 1620/30, Umbau um 1875, Putzschriftzug vom Jugendstil beeinflusst, um 1905                                                 | D-6-77-142-19 Wikidata           | weitere Bilder                |
| Hofstraße 12 (Standort)     | Scheune                                                                         | Rechtwinklig an das Haupthaus anschließend langgestreckter zweigeschossiger Flachsatteldachbau mit Okulusfenstern im Obergeschoss, 19. Jh., im Kern älter, Triforium mit Spitzbögen wohl zweitverwendet, 13. Jh                                                          | D-6-77-142-19 zugehörig Wikidata | weitere Bilder                |
| Hofstraße 8 (Standort)      | Nebengebäude                                                                    | Zweigeschossiger Halbwalmdachbau mit verputztem Fachwerkobergeschoss, Erdgeschoss mit profilierten Sandsteinrahmungen, um 1620/30, im Kern älter | D-6-77-142-19 zugehörig Wikidata | weitere Bilder                |
| Hofstraße 8 (Standort)      | Hofmauer                                                                        | Bruchsteinmauerwerk, 17./18. Jh., Torbogen bez. „163[?]“ | D-6-77-142-19 zugehörig Wikidata | weitere Bilder                |
| Kelter (Standort)           | Mariensäule                                                                     | Inschriftpfeiler mit Marienfigur, Sandstein, bezeichnet 1804 | D-6-77-142-24 Wikidata           | BW                            |
| Kirchplatz 5 (Standort)     | Pfarrhaus                                                                       | freistehender zweigeschossiger Satteldachbau mit nachgotischen Fensterformen, 1. Hälfte 17. Jahrhundert | D-6-77-142-15 Wikidata           | Pfarrhaus                     |
| Kirchplatz 7 (Standort)     | Bildstock                                                                       | Reliefaufsatz ‚Kreuzigungsgruppe‘, ‚hl. Wendelin‘, ‚2 männliche Heilige‘, Sandstein, Spätrenaissance, bezeichnet 1622, Unterbau modern | D-6-77-142-14 Wikidata           | Bildstock                     |
| Kirchplatz 7 (Standort)     | Katholische Pfarrkirche Sankt Jakob d. Ä.                                       | Saalbau mit eingezogenem Dreiseitchor und schlankem Chorflankenturm mit verdrehtem Spitzhelm, Putzmauerwerk mit Sandsteingliederungen, nachgotisch, 1613, spätbarocker Umbau 1788; mit Ausstattung; Wappenstein, bezeichnet 1614                                         | D-6-77-142-13 Wikidata           | weitere Bilder                |
| Langenforst (Standort)      | Bildstock                                                                       | rundbogiger Tabernakelaufsatz mit Relief ‚Christus an der Geißelsäule‘ und Kreuzbekrönung, Sandstein, barock, bezeichnet 16. . und rückwärtig bezeichnet 1703, moderner Unterbau                                                                                         | D-6-77-142-21 Wikidata           | BW                            |
| Thüngener Weg (Standort)    | Bildstock                                                                       | Tabernakelbildstock mit Relief ‚Christus an der Geißelsäule‘, Sandstein, 18./19. Jahrhundert; Kompletterneuerung mit Ausnahme des Reliefs, bezeichnet 1986 | D-6-77-142-23 Wikidata           | BW                            |